# Еринат
Еринат — река хребтов зоны сочленения Западного Саяна и Горного Алтая, левый приток реки Большой Абакан (бассейн реки Абакан).
Длина — 30 км, протекает по территории Таштыпского района, близ южной границы Республики Хакасия. Исток — в 10 км восточнее горы Косбажи (абсолютная высота — около 2340 м). Устье расположено в 495 км от устья реки Большой Абакан.
Еринат имеет более 60 мелких притоков без названий, вытекающих из небольших озёр и из-под курумов, наиболее крупный — Узункарасу (длиной 12 км). Русло слабо извилистое, дно каменистое. Питание преимущественно снеговое. Водный режим характеризуется длительным весенне-летним половодьем с постепенным увеличением уровней воды вследствие таяния снегов, высокими паводками с островершинным гидрографом, летней и зимней меженью. Модуль годового стока в многолетнем режиме составляет 19,0 л/(с × км²).
В бассейне реки, где проживает последняя представительница семьи отшельников-старообрядцев Агафья Лыкова, расположен участок Хакасского заповедника «Заимка Лыковых» — территория, наименее подверженная антропогенному воздействию.

## Данные водного реестра
По данным государственного водного реестра России и геоинформационной системы водохозяйственного районирования территории РФ, подготовленной Федеральным агентством водных ресурсов:
- Бассейновый округ — Енисейский
- Речной бассейн — Енисей
- Речной подбассейн — Енисей между слиянием Большого и Малого Енисея и впадением Ангары
- Водохозяйственный участок — Енисей от Саяно-Шушенского гидроузла до впадения реки Абакан